# L'Australie dans la guerre de 1939-1945
Australia in the War of 1939–1945
L’Australie dans la guerre de 1939-1945 est une série de 22 volumes consacrée à la participation de l'Australie dans la Seconde Guerre mondiale et servant d'histoire officielle. La série a été publiée par l’Australian War Memorial entre 1952 et 1977. La plupart des volumes de la série ont été édités par Gavin Long, qui a également écrit trois volumes de la série et le volume de synthèse sur les six années de guerre.
Contrairement à l'Histoire officielle de l'Australie dans la guerre de 1914-1918, cette série met davantage l'accent sur l'impact de la guerre sur la vie en Australie, avec des volumes consacrés aux décisions du gouvernement australien et aux contributions faites par l'industrie et la recherche australienne. En outre, l'Australie dans la guerre de 1939-1945 comprend une série sur l'histoire des services médicaux de l'armée australienne et les problèmes rencontrés par ces services, pendant la guerre.

## Préparation

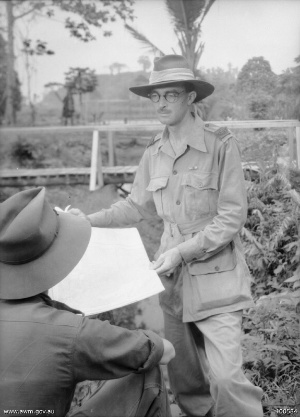
Gavin Long à Lae en Nouvelle-Guinée en juillet 1944 alors qu'il était attaché au quartier général de la New Guinea Force.

En avril 1943, le cabinet de guerre australien décida de planifier l'écriture d'une histoire officielle de l'implication de l'Australie dans la Seconde Guerre mondiale. En janvier 1943, sur recommandation de Charles Bean, le rédacteur en chef de l'Histoire officielle de l'Australie dans la guerre de 1914-1918, Gavin Long fut nommé rédacteur en chef général de la série prospective et présenta un projet provisoire de la série au Cabinet de guerre qui l'approuva en juillet 1943,. À cette époque, on prévoyait que la série serait composée de 14 volumes, chacun d'environ 500 pages. Les projets prévisionnels de Long prévoyaient que les buts de cette série étaient les suivants :

« a. de détailler les faits une fois pour toutes et pour toute utilisation à venir 
 
b. d'écrire une histoire qui emporterait la conviction dans d'autres pays 

c. de donner satisfaction aux hommes qui ont pris part à la guerre pour que l'ouvrage soit un hommage adéquat à leurs efforts et leurs sacrifices
Gavin Long, 1944 »

Le Cabinet de guerre approuva un plan révisé peu après la fin de la guerre et après d'autres améliorations en 1950, il fut décidé que la série comprendrait 22 volumes. Ces travaux couvraient principalement les opérations de l'armée australienne, et les volumes techniques couvraient les services médicaux. Des sous-séries couvrant la politique intérieure et l'économie de guerre ont également été incluses. Certains officiers supérieurs avaient préconisé des volumes couvrant la logistique militaire et l'administration, mais sans succès. Un volume envisagé sur la politique stratégique de l'Australie, notamment les négociations avec les gouvernements britanniques et américains, ne fut pas autorisé car on craignait que cela puisse être préjudiciable à la politique de l'après-guerre. En 1982, l’Australian War Memorial publia conjointement le livre de David Horner (en) High Command. Australia and Allied Strategy 1939–1945 qui fut commercialisé comme étant « le livre que le premier ministre John Curtin demanda à l'historien officiel de ne pas écrire ».

## Écriture de la série
Gavin Long choisit les auteurs de la série et ces nominations furent approuvées par une commission gouvernementale. Long exigea que les auteurs aient « tout ou partie des trois qualités suivantes : l'expérience des événements, la capacité démontrée d'écrire clairement et de manière captivante, [et] une formation d'historien ». Il fut également décidé que les auteurs ne pourraient pas écrire sur des sujets où ils avaient joué un rôle de premier plan pendant la guerre. Le choix et l'embauche des auteurs prit beaucoup de temps à Long, certains auteurs potentiels déclinant leur offre de nomination et il fallut trouver un remplaçant à Chester Wilmot (en) chargé d'écrire le volume sur le siège de Tobrouk et la bataille d'El Alamein après qu'il fut tué dans un accident d'avion en 1954. Une fois sélectionnés par Long, les auteurs furent confirmés par un comité composé du Premier ministre d'Australie, de deux ou trois autres ministres et du chef de l'opposition. Long et le rédacteur en chef général de la série médicale furent salariés et les autres auteurs signèrent des contrats pour terminer leurs travaux dans un laps de temps spécifié et furent payés par des versements, selon les parties de leur travail livrées. Sur les 13 auteurs principaux, cinq étaient universitaires et cinq journalistes. Les historiens officiels furent aidés par des assistants de recherche salariés qui étaient membres de la fonction publique australienne (en) et le projet fut administré par le Département de l'Intérieur (en).

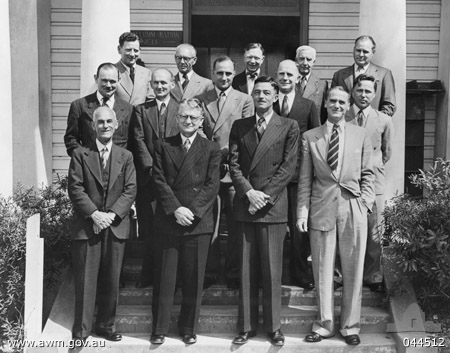
Une photo de groupe des auteurs de l’Australia in the War of 1939–1945 en 1954. Chester Wilmot est décédé plus tard dans l'année et il a été remplacé par Barton Maughan.

Alors que la série était financée par le gouvernement australien, les auteurs furent libres d'écrire sur tous les sujets à l'exception des secrets d'État qui étaient classés à l'époque et ne furent pas autrement censurés. Conformément à une demande des gouvernements américain et britannique, les historiens officiels de l'Australie, de la Grande-Bretagne, du Canada, de la Nouvelle-Zélande et des États-Unis n'ont pas eu accès au décryptage des codes allemands. Le processus de vérification des volumes dans les différentes séries a également cherché à s'assurer que l'information que les codes allemands avaient été cassés, ne soit pas divulguée car elle était encore classée à l'époque. Le cassage des codes allemands ou japonais demeura encore longtemps secret. Les auteurs eurent accès sans restriction aux documents officiels australiens, et les volumes sur l'Armée de Terre, la Marine et l'Armée de l'Air ont été essentiellement rédigés d'après ces dossiers et les centaines de longs entretiens qui eurent lieu avec des militaires australiens pendant la guerre. Les dossiers allemands, italiens et japonais furent également utilisés pour fournir des informations sur les ennemis que les militaires australiens avaient combattu et le projet fut envoyé pour commentaires aux historiens officiels en Grande-Bretagne, Nouvelle-Zélande et États-Unis.
L'œuvre a été écrite pour être lue par tout public. Elle visait à fournir à la population en général un compte rendu détaillé du rôle de l'Australie dans la guerre, y compris en couvrant les aspects du « front intérieur (en) », industriels et médicaux de la guerre. La série a également eu une motivation nationaliste, l'objectif de Long étant de veiller à ce que le rôle de l'Australie ne soit pas éclipsé par celui de la Grande-Bretagne et des États-Unis. Long croyait que cette motivation était partagée par les historiens officiels dans les autres pays du Dominion.
Les 22 volumes ont été publiés par l'Australian War Memorial entre 1952 et 1977, la plupart des livres étant terminés et publiés dans les années 1950 et 1960. La société d'édition Collins a lancé un projet d'imprimer la série avec de nouvelles introductions par des érudits modernes dans les années 1980 après l’University of Queensland Press (en) ait réimprimé l'Histoire officielle de l'Australie dans la guerre de 1914-1918. Ce projet a été arrêté après que les trois premiers volumes de la série de l'Armée de Terre et les deux volumes de la série de la Marine aient été réimprimés.

## Volumes
Les 22 volumes de l'Australie dans la guerre de 1939-1945 ont été divisés en cinq séries. Gavin Long édita les séries sur l'Armée de terre, la Marine, l'Armée de l'Air et les Civils alors qu'Allan Walker Seymour édita la série médicale et écrivit la plupart des volumes sur le sujet. La série comprend aussi un bref historique du rôle de l'Australie dans la guerre, qui a été écrit par Long et qui était intitulé Les six années de guerre.

### Série 1 - Armée de terre
- Volume I - A Benghazi - Gavin Long (1952)
- Volume II - Grèce, Crète et Syrie - Gavin Long (1953)
- Volume III - Tobrouk et El Alamein - Barton Maughan (1967)
- Volume IV - La poussée japonaise - Lionel Wigmore (1957)
- Volume V - La zone Sud-Ouest du Pacifique - Première année: Kokoda à Wau - Dudley McCarthy (1959)
- Volume VI - Les offensives de Nouvelle-Guinée - David Dexter (1961)
- Volume VII - Les dernières campagnes - Gavin Long (1963)

### Série 2 - Marine
- Volume I - Royal Australian Navy, 1939-1942 - G. Hermon Gill (1957)
- Volume II - Royal Australian Navy, 1942-1945 - G. Hermon Gill (1969)

G. Hermon Gill a écrit les deux volumes de la série sur les activités de marine australienne. Gill était un journaliste qui avait servi dans la Royal Australian Navy (RAN) au cours de la guerre. Il a réussi, davantage que la plupart des autres auteurs, à placer son sujet dans un contexte global même si à l'occasion, il a exagéré l'importance de la RAN dans l'effort de guerre de l'Australie. Les deux volumes de la série ont été publiés en 1957 et 1969.
Le compte-rendu fait par Gill de la bataille entre le HMAS Sydney et le croiseur auxiliaire allemand Kormoran en novembre 1941 a été critiqué par certains auteurs qui le considèrent comme faisant partie d'une version officielle. Gill est arrivé à ses conclusions de manière indépendante et sans censure et son récit de la bataille est généralement considéré comme ayant été aussi précis que possible étant donné que peu de données sont disponibles sur les événements qui ont conduit le Sydney à être coulé avec la perte de son équipage. Néanmoins, l'historien naval et évêque anglican de l’Australian Defence Force Tom Frame (bishop) (en) fait valoir que si Gill était un homme intègre et non influencé par la Marine, son récit de la bataille est un « mauvais récit », car il est contradictoire et il « est allé au-delà des éléments de preuve fiables et concordantes qui lui étaient disponibles ».

### Série 3 - Armée de l'air
- Volume I - Royal Australian Air Force, 1939-1942 - Gillison Douglas (1962)
- Volume II - La guerre aérienne contre le Japon, 1943-1945 - Odgers George (1957)
- Volume III - La guerre aérienne contre l'Allemagne et l'Italie, 1939-1943 Herington John - (1954)
- Volume IV - La puissance aérienne pour l'Europe, 1944-1945 Herington John - (1963)

La série Air couvre les opérations de la Royal Australian Air Force pendant la guerre, y compris la formation de milliers de membres de la RAAF par le British Commonwealth Air Training Plan, membres qui ont ensuite servi dans la Royal Air Force. La série a été écrite par trois auteurs. Douglas Gillison est considéré comme le journaliste australien spécialiste en matière d'aviation et il a servi dans la RAAF pendant la guerre, George Odgers est également un journaliste qui a servi dans l'armée de terre et l'armée de l'air et John Herrington a une formation d'historien. Il servit dans l'armée de terre et les escadrilles de patrouille maritime de la RAAF,.
Alors que le volume de George Odgers ne couvre que les opérations de la RAAF contre le Japon, les deux autres auteurs de la série Air et, en particulier, John Herington ont relevé le défi de couvrir les diverses expériences des diplômés du British Commonwealth Air Training Plan qui ont servi dans plus de 500 escadrilles britanniques. La solution d'Herington à ce défi a été d'écrire une histoire complète sur la guerre aérienne britannique, en mettant l'accent sur le faible nombre d'escadrilles australiennes et les principales activités des Australiens dans les unités de la RAF. Gillison et Herington ont également décrit le fonctionnement du cette formation et ses implications pour l'Australie. La version d'Herington est généralement considérée comme supérieure à celle fournie par Gillison, dont le compte-rendu est considéré comme relativement exempt d'analyse et de critique,.

### Série 4 - Les civils
- Volume I - Le gouvernement et le peuple, 1939-1941 - Paul Hasluck (1952)
- Volume II - Le gouvernement et le peuple, 1942-1945 - Paul Hasluck (1970)
- Volume III - L'économie de guerre, 1939-1942 - S.J. Butlin (1955)
- Volume IV - L'économie de guerre, 1942-1945 - S.J. Butlin et C B Schedvin (1977)
- Volume V - Le rôle de la science et de l'Industrie - P. David Mellor (1958)

Long considérait que l'inclusion dans la série Official History of Australia in the War of 1914–1918 du volume IX d'Ernest Scott sur l'Australie pendant la guerre la Première Guerre mondiale était « peu orthodoxe », mais quand Long a commencé à planifier la série de la Seconde Guerre mondiale, il n'a fait plus aucun doute pour lui de la nécessité d'inclure des volumes similaires. Comme le volume de Scott, ceux-ci ont été les plus longs à écrire. Le premier, Le gouvernement et le peuple, 1939-1941 de Paul Hasluck, est apparu en 1952, mais Hasluck a été élu dans la circonscription de Curtin aux élections fédérales australiennes de 1949 et il servit comme ministre dans le Cabinet australien jusqu'en 1969. Ses fonctions ministérielles ont retardé la rédaction du deuxième volume, qui n'a été publié qu'après que Hasluck soit devenu Gouverneur général d'Australie. La capacité de Hasluck à fournir un travail impartial alors qu'il était membre actif du Parti libéral australien n'a pas échappé aux commentaires critiques, mais les historiens ont tendance à juger son travail comme « juste et précis ». En fin de compte, les biais dans le travail de Hasluck avaient tendance à être plutôt personnels que partisans. Il admirait notamment John Curtin et Robert Menzies. Plus particulièrement, Hasluck s'est accroché à sa croyance dans la démocratie parlementaire en dépit de sa quasi-disparition pendant la guerre,.
Les volumes sur l'économie de Sydney Butlin ont subi un retard semblable. Après la parution du premier volume en 1955, Butlin s'est de plus ne plus impliqué dans l'administration de l'Université de Sydney. Le deuxième volume, co-écrit avec Boris Schedvin, est finalement paru peu avant sa mort en 1977. Le dernier volume de la série, Le rôle de la science et de l'industrie de David Mellor est le volume le plus inhabituel de tous, et demeure toujours unique sur son sujet dans l'histoire militaire australienne officielle. Toutefois, Mellor a été critiqué pour son manque de distance dans son traitement des sources, en particulier le général de division John O'Brien, Master-General of the Ordnance en second.

### Série 5 - La médecine

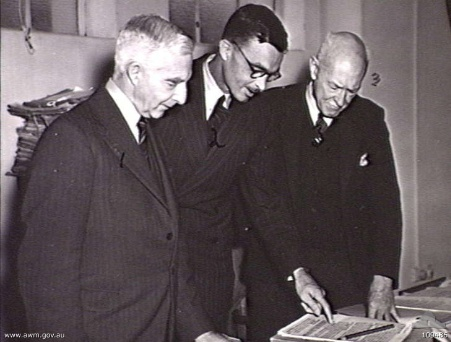
C.E.W. Bean (gauche), Gavin Long (centre) and Allan S. Walker (droite) autour d'un manuscrit en 1945.

- Volume I – Clinical Problems of War – Allan S. Walker (1952)
- Volume II – Middle East and Far East – Allan S. Walker (1953)
- Volume III – The Island Campaigns – Allan S. Walker (1957)
- Volume IV – Medical Services of the Royal Australian Navy and Royal Australian Air Force with a section on women in the Army Medical Services – Allan S. Walker and others (1961)

Allan S. Walker était un spécialiste en pathologie qui servit avec les unités militaires de l'armée australienne lors des deux guerres mondiales et qui enseigna à l'Université de Sydney. Il déclina en 1944 l'invitation de Long à écrire la série sur les aspects médicaux, mais après la mort de Rupert Downes (en) en 1945 qui devait le remplacer, il accepta finalement la proposition. Alors que Downes avait eu l'intention d'engager un certain nombre d'auteurs spécialisés, Walker considéra cette possibilité comme peu pratique et préféra écrire la quasi-totalité de la série lui-même. Walker écrivit les trois premiers volumes et effectua une grande partie du travail pour le volume final avant que sa santé ne le contraigne à démissionner en 1956. Ce dernier livre fut finalement complété par d'autres auteurs. Les cinq chapitres sur l'expérience des femmes dans les services médicaux de l'armée dans le volume IV sont importants car ils couvrent pour la première fois un grand nombre de femmes membres de l'armée australienne affectées à l'étranger. Ces volumes ont principalement été écrits pour le bénéfice des praticiens de la médecine militaire, mais la couverture de leur sujet est plus large et ils contiennent des détails notamment militaires non présents dans les autres volumes. Les livres se sont révélés relativement populaires, et ils ont été réimprimés plusieurs fois.

### Les six années de guerre
Les six années de guerre sont une courte histoire du rôle de l'Australie dans la Seconde Guerre mondiale rédigé par Gavin Long. En 1943, Long propose de produire un bref historique du rôle de l'Australie dans la guerre dès que possible après la fin de la guerre. Cela ne se produisit pas, Les six années de guerre est l'avant dernier volume à paraître. Long a commencé le travail sur le livre en 1945 et il a continué tout en travaillant sur les autres volumes du projet. Les six années de guerre est presque intégralement dérivé de l'œuvre des treize auteurs de la série principale qui ont également rédigé des parties substantielles du livre. Alors que Long a terminé le manuscrit du livre en 1967, sa publication est retardée jusqu'en 1973 en raison de la sortie des deuxièmes volumes sur la marine et les civils. Long meurt en octobre 1968 est ne voit pas la publication de son livre.

## Accueil
La série Australia in the War of 1939–1945 a eu moins d'impact sur l'histoire australienne de la Seconde Guerre mondiale que la série Official History of Australia in the War of 1914–1918 n'a eu sur l'histoire de la Première Guerre mondiale. La série a été critiquée comme ne disposant pas de l'autorité du travail de Charles Bean et certains des volumes sur les campagnes sont considérés comme trop détaillés. Cependant, les volumes consacrés au gouvernement, à la politique et à l'économie de guerre font encore autorité dans leurs domaines et demeure influant dans les études historiques sur le sujet. Les ventes de Australia in the War of 1939–1945 ont également surpassé la série de Charles Bean. Et même si la série de Gavin Long n'a pas reçu la même reconnaissance que celle de Bean, les deux séries sont généralement perçues comme constitutives d'une tradition élevée de précision, d'exhaustivité et de compétences littéraires de l'historiographie australienne.
L'absence de notes de bas de page sur les documents officiels et aux autres sources primaires consultées par les historiens a été identifiée comme une des lacunes de la série par certains commentateurs. Par exemple, dans une critique globalement positif du premier volume de la troisième série, Royal Australian Air Force, 1939–1942, James C. Olson (en) a déclaré que « bien que l'auteur ait eu accès à des documents officiels et en ait manifestement fait un usage important, il cite rarement ces sources documentaires - un manque sérieux, notamment en l'absence de bibliographie ». De même, l'historien officiel de l'USAAF Robert F. Futrell a noté dans son examen du deuxième volume, Air War Against Japan 1943–1945 que ce dernier ne contient aucune bibliographie ou essai sur les sources et les citations en bas de page sont exceptionnellement clairsemées. Et il ajoute que ce manque d'exactitude dans la documentation réduit la valeur pour les historiens qui peuvent vouloir évaluer les faits en fonction de leur source. La série suivante commandée par le gouvernement australien, Australia in the Korean War 1950–53 (en) (publié entre 1981 et 1985), a corrigé ce manque en incluant des notes de bas de page aux sources primaires.
Le niveau de détail de la série a également été jugé excessif par certains critiques. Alors que l'historien officiel britannique Stephen Roskill considérait que Royal Australian Navy, 1942–1945, était « bien écrit, excellemment produit et illustré, et doté d'un bon index», il a également déclaré qu'elle était « peut-être trop détaillée pour le lecteur non spécialiste ». Dans une critique plutôt défavorable de The Final Campaigns, Louis Morton qui a écrit un des volumes de l'histoire officielle de l'armée américaine dans la Seconde Guerre mondiale, a jugé que même un étudiant travaillant sur les affaires militaires et la Seconde Guerre mondiale trouverait ce compte-rendu méticuleux des opérations finalement trop détaillé. En 1992, l'historien australien Peter Stanley (en) a suggéré que la longueur de The New Guinea Offensives et le récit très détaillé des combats en Nouvelle-Guinée en 1943 et 1944 seraient dus au fait que ces évènements sont peu connus du grand public et négligés par les autres historiens.
Mais si un grand nombre d'études a déjà été publié sur Charles Bean et les autres auteurs de l’Official History of Australia in the War of 1914–1918, peu de recherches ont encore été publiées sur la façon dont l’Australia in the War of 1939–1945  a été écrit et sur le travail de Long et des autres auteurs.